# Les Portes du cimetière
Les Portes du cimetière est un tableau réalisé par le peintre russe Marc Chagall en 1917. Cette huile sur toile représente l'entrée d'un cimetière juif. Donation d'Ida Chagall en 1984, elle fait partie des collections du musée national d'Art moderne, à Paris, et se trouve en dépôt au musée d'Art et d'Histoire du judaïsme, également à Paris, depuis le 9 novembre 1998.

## Description
Lors de son retour à Vitebsk en 1914, comme tout enfant prodigue retrouvant son pays, Chagall s'émerveille des nouveautés et des éléments immuables comme ce cimetière par exemple. Au point de vue technique, les formes  abstraites dynamiques de la toile Les Portes du cimetière montrent que Chagall est en train d'assimiler le suprématisme de Malevitch . 
Le biographe Jackie Wullschläger remarque lui aussi que Chagall fait éclater le ciel et la terre en figures géométriques, qui rappellent le suprématisme. « Un ciel composé de larges pans abstraits, bleus et blancs s'affaisse sur les demi-cercles des frondaisons vert émeraude que traversent les flammes. »  Le dessin pyramidal du lourd portail évoque lui aussi les formes abstraites traitées par Malevitch..
Laissant à l'arrière-plan les tombes les portes du cimetière s'ouvrent toutes grandes pour mettre en avant les piliers du portail et le fronton.
Sur ce fronton triangulaire de l'entrée du cimetière figure l'inscription en hébreu du verset d'Ézéchiel 37:12, Voici ô mon peuple, j'ouvrirai vos sépulcres, je vous ferai sortir de vos sépulcres, et je vous ferai entrer dans le pays d'Israël

Avec ce tableau réalisé en 1917, Chagall transmet les espoirs qu'ont apporté aux Juifs la Révolution d'Octobre et la Déclaration Balfour de 1917 promettant aux Juifs une patrie en Palestine.
Les dates figurant au sommet des piliers du porche d'entrée sont (selon la lecture hébraïque de droite à gauche) : à droite 572 selon le calendrier juif correspondant à l'année 1812) et à gauche 650 (correspondant à 1890) ,. Ces dates sont celles qui figurent sur la pierre tombale de son grand-père à Vitebsk. Dans l'étoile de David, qui surmonte le fronton triangulaire, figure la date de 1917/
Le cimetière est un endroit important de réalisation de l'art décoratif dans la culture juive. Par tradition, les tombes sont couvertes d'épitaphes qui sont respectées comme choses sacrées. Il existe un rite particulier pour leur consécration. Les épitaphes sur des stèles se distinguent par la richesse de leur décoration et la variété de la symbolique utilisée : elles sont à juste titre considérées comme une des plus brillantes manifestations de l'art national juif.
L'année 1917 est particulièrement faste pour Chagall : c'est l'année de La Maison grise, de La Promenade. Avec Les Portes du cimetière Chagall livre une œuvre majeure dont la vision est hautement spirituelle, un véritable mémorial des souffrances et des espoirs du peuple juif russe.

## Expositions
- Le Cubisme, Centre national d'art et de culture Georges-Pompidou, Paris, 2018-2019.